# De Terrassen (Nijkerk)
De Terrassen is een wijk in de stad Nijkerk in de Nederlandse provincie Gelderland.
In de wijk liggen veel straten met namen van vlinders. De hoofdstraat van de wijk is de Vlinderlaan.
De wijk grenst aan de andere wijken De Bogen, Corlaer en Spoorkamp. De wijk wordt verder grotendeels omringd door water. Het ligt aan de Arkemheenseweg en met de auto kan met via een rotonde deze weg de wijk inrijden.
Door de wijk heen loopt het Corlearpad, een fietspad die via deze wijk richting de Bunschoterweg gaat en uitkomt bij de wijk Doornsteeg. In het midden van de wijk loopt de Vlinderlaan, die geheel rond gaat. De wijk bestaat verder uit veel straten met vlindernamen.

## Geschiedenis
Vanaf 2007 wordt in deze wijk gebouwd, er komen rond de 800 woningen te staan. Vanaf het begin van de bouw van de wijk liggen het Corlaer College en Sporthal Corlaer in deze wijk.
De bouw vond plaats in 3 fases. De derde fase startte vanaf 2011.
Centrum · Schulpkamp · Rensselaer · Paasbos · Strijland · Beulekamp · Luxool · Hazeveld · Bruins Slotlaan · Corlaer · Groot Corlaer (Boerderijakkers · De Kamers) · De Bogen · De Terrassen · Doornsteeg · Het Spaanse Leger

Bedrijventerreinen:
Arkervaart · Watergoor · Spoorkamp · De Flier